# Castellar de la Selva
Castellar de la Selva – miejscowość w Hiszpanii, w Katalonii, w prowincji Girona, w comarce Gironès, w gminie Quart.
Według danych INE w 2020 roku liczyła 18 mieszkańców – 10 mężczyzn i 8 kobiet. 